# Chuck (àlbum)
Chuck és el quart àlbum de la banda Canadenca Sum 41. Va ser llançat el 12 d'octubre de 2004. En aquest àlbum, la banda compta amb la participació del guitarrista principal de Dave Baksh. Tot i així va deixar la banda l'11 de maig de 2006 per integrar-se en la banda Brown Brigade.
Van anomenar així l'àlbum per Chuck Pelletier, una persona de les forces de pau de les Nacions Unides que va salvar les vides dels integrants de la banda i altres 40 civils mentre que la banda estava gravant un documental sobre la guerra a la República Democràtica del Congo per War Child Canada, un DVD benèfic anomenat "Rock: Sum 41 in Congo" que està a la venda a través d'internet.
El disc presenta un estil més pesat que els seus dos primers àlbums seguint l'estil marcat en Does This Look Infected?

## Llista de Cançons
1. "Intro" - 0:48 (Introducció)
2. "No Reason" - 3:04
3. "We're All to Blame" - 3:38
4. "Angels with Dirty Faces" - 2:23
5. "Some Say" - 3:26
6. "The Bitter End" - 2:51
7. "Open Your Eyes" - 2:45
8. "Slipping Away" - 2:28
9. "I'm Not the One" - 3:35
10. "Welcome to Hell" - 1:56
11. "Pieces" - 3:02
12. "There's No Solution" - 3:18
13. "88" - 4:40
14. "Noots" (Bonus Track per a Europa) - 3:51
15. "Moron" (Bonus Track) - 2:00
16. "Subject to Change" (Bonus Track per a Àsia) - 3:15

## Senzills
- "We're All to Blame", llançat a l'octubre de 2004
- "Pieces", llançat el gener de 2005
- "Some Say", llançat com senzill només al Canadà i el Japó, juny de 2005
- "No Reason", llançat com senzill al mateix temps que Some Say per Estats Units i Europa únicament.

## Participació
1. Deryck Whibley - Veu, Guitarra.
2. Dave Baksh - Veu, Guitarra.
3. Cone McCaslin - Baix, veu de fons.
4. Steve Jocz - Bateria, veu de fons.

## EP Chuck en acústic (Edició en Gira)
Chuck Acoustic EP (Tour Edition Promo) és un EP acústic lliurat per Sum 41 l'any 2005 només al Japó. Va ser llançat després del lliurament de l'àlbum Chuck amb l'edició de la gira Japonesa de l'àlbum.
A l'EP només hi ha 5 cançons, les quals són versions acústiques d'altres cançons ja lliurades.

"Pieces", "Some Say" i "There's No Solution" aparèixen a l'àlbum Chuck mentre que, "Over My Head (Better Off Dead)" i "No Brains" són de làlbum anterior Does This Look Infected?.

### Llista de pistes
1. "Pieces" (Acústica) – 3:16
2. "No Brains" (Acústica) – 3:03
3. "Over My Head (Better Off Dead)" (Acústica) – 2:56
4. "Some Say" (Acústica) – 3:42
5. "There's No Solution" (Acústica) – 3:26